# San Lorenzo Bellizzi
San Lorenzo Bellizzi är en ort och kommun i provinsen Cosenza i regionen Kalabrien i Italien. Kommunen hade 588 invånare (2018).